# (36456) 2000 QC8
2000 كيو سي 8 (ويعرف أيضًا باسم (36456) 2000 كيو سي 8 وفق تسمية الكوكب الصغير) (بالإنجليزية: 2000 QC8)‏ هو كويكب ضمن حزام الكويكبات؛ وترتيبه 36456 من حيث الاكتشاف.
اكتُشف هذا الجُرم الفلكي بواسطة كورادو كورليفيتش في 25 أغسطس 2000.

## وصلات خارجية
- (36456) 2000 QC8 في قاعدة بيانات مختبر الدفع النفاث لأجرام النظام الشمسي الصغيرة

- الاكتشاف · مخطط المدار ·  العناصر المدارية · المعلمات المادية

- (36456) 2000 QC8 على موقع ويكي سكاي: DSS2, SDSS, GALEX, IRAS, Hydrogen α, X-Ray, Astrophoto, Sky Map, Articles and images